# Pholeuon knirschi
Pholeuon knirschi es una especie de escarabajo del género Pholeuon, familia Leiodidae. Fue descrita por Breit en 1911.

## Distribución
Se encuentra en Rumania.

## Subespecies
Se reconocen las siguientes:
- P. k. brachynotos
- P. k. brevicule
- P. k. cetatense
- P. k. convexum
- P. k. dieneri
- P. k. elemeri
- P. k. glaciale
- P. k. gyleki
- P. k. intermittens
- P. k. knirschi
- P. k. proserpinae
- P. k. serbani